# Kompleks Diany
Kompleks Diany – przejmowanie męskiego stylu zachowań, ubioru, wynikające z  podświadomego pragnienia kobiety, aby stać się mężczyzną. 
Antycznym prawzorem jest rzymska bogini Diana, patronka łowów, gór, księżyca, utożsamiana z grecką Artemidą. Przedstawiano ją z łukiem.